# 薩特山 (加利福尼亞州)
薩特山（英語：Sutter Hill）是位於美國加利福尼亞州阿馬多爾縣的一個非建制地區。該地的面積和人口皆未知。

## 地理
薩特山的座標為38°22′42″N 120°48′06″W / 38.37833°N 120.80167°W，而該地的平均海拔高度為476米（即1562英尺）。